# Survive the Summer
Survive the Summer è il quarto EP della rapper australiana Iggy Azalea, pubblicato il 3 agosto 2018 dalla Island Records.
L'EP ha visto le collaborazioni di Tyga e Wiz Khalifa.

## Il disco
Nell'ottobre del 2015, Azalea annunciò che il suo secondo album si sarebbe chiamato Digital Distortion. Il presunto album era stato anticipato dal singolo "Team", pubblicato il 18 marzo 2016.
Il 12 giugno 2016, Seven Network aveva annunciato che Azalea avrebbe fatto parte della giuria dell'ottava stagione X Factor Australia. Nel settembre dello stesso anno, parlò del ritardo riguardo all'uscita dell'album e disse:
Il 24 marzo e il 19 maggio escono i singoli, "Mo Bounce" e "Switch", quest'ultimo ha visto la partecipazione della cantante brasiliana Anitta.
"Switch" è stato presentato durante l'iHeartRadio Much Music Video Awards 2017. Il 7 novembre 2017, Azalea dichiarò di non essere autorizzata a pubblicare musica fino a gennaio del 2018.
Ha poi annunciato che l'album si sarebbe intitolato Surviving the Summer e successivamente ha pubblicato quattro nuovi brani, disponibili per il download gratuito su WeTransfer.
Il 2 febbraio è uscito il primo singolo dell'album, "Savior", che ha visto la partecipazione del rapper Quavo.
L'8 giugno, Azalea ha annunciato che l'album sarebbe diventato un EP e avrebbe cambiato il nome in Survive the Summer. L'EP era inizialmente previsto per il 2 giugno e poi per il 30 giugno.

## Singoli
Il 6 luglio 2018 sono uscite due canzoni, "Tokyo Snow Trip" e "Kream", quest'ultima con Tyga. "Kream" è anche il singolo principale dell'EP. Il video musicale è stato pubblicato lo stesso giorno.

## Tracce
1. Survive the Summer – 2:44
2. Tokyo Snow Trip – 2:10
3. Kream (feat. Tyga) – 2:46
4. Hey Iggy – 2:47
5. Kawasaki – 2:57
6. OMG (feat. Wiz Khalifa) – 2:28

## Classifiche
| Classifica (2018) | Posizione massima |
| ----------------- | ----------------- |
| Stati Uniti       | 144               |